# Estadio Nacional de México
El Estadio Nacional fue un estadio de usos múltiples ubicado en la Colonia Roma de la Ciudad de México. Inició su construcción en 1923 bajo las órdenes del arquitecto José Villagrán García. Se utilizó sobre todo para demostraciones estudiantiles o civiles de atletismo, gimnasia y diversos deportes amateur, además de ser el estadio principal de los Juegos Centroamericanos y del Caribe de 1926, el primer evento deportivo internacional organizado por México.

## Historia
A principio de los años 1920, el país comenzaba a recuperarse de los estragos de la Revolución mexicana y comenzaron a surgir instituciones que desde el estado hicieran cumplir los principios de la recién terminada lucha armada. Una de ellas fue la Secretaría de Educación Pública, cuyo primer titular José Vasconcelos emprendió una campaña masiva de alfabetización. Entre las actividades planteadas por la llamada “revolución cultural” de Vasconcelos, estuvo la de construir o remodelar distintos recintos y espacios dedicados a la educación y la cultura. Dentro de los proyectos se hallaba ocupar el predio del abandonado panteón municipal de La Piedad en la Colonia Roma; El gobierno había cedido los terrenos a la SEP y en 1922 levantó una escuela en la calle de Jalapa de estilo neocolonial obra del arquitecto Carlos Obregón Santacilia.
En este mismo lugar y a partir de 1923 se comenzó a edificar el Estadio Nacional, obra del arquitecto José Villagrán García. La idea de Vasconcelos era que funcionara como un espacio al aire libre para la presentación de bailables, obras de teatro y tablas gimnásticas, y no tanto para albergar eventos deportivos. De hecho el secretario habría atendido más a la cuestión acústica del escenario que a los vigentes códigos deportivos para estadios. Su ubicación exacta estuvo en la confluencia de las calles Jalapa, Orizaba y Yucatán.
Su diseño arquitectónico estaba inspirado en el de los antiguos estadios griegos, es decir con forma de “u”, graderías laterales, cabecera hemiciclica, la parte posterior abierta y ligada a los campos deportivos anexos de béisbol y fútbol, desde luego incluyendo una pista de atletismo. Su capacidad máxima llegó a ser de 60 000 espectadores, pero reducida luego a 30 000. La fachada, ubicada en la zona de la curva, fue decorada por Diego Rivera con figuras humanas que representaban a la voluntad y la videncia, además del sol y el símbolo salomónico.
Fue inaugurado el 5 de mayo de 1924 por el presidente Álvaro Obregón con un festival cívico escolar en el cual participaron todas las escuelas de la capital. Durante su historia el escenario albergó distintas exhibiciones atléticas tanto escolares, amateurs y profesionales, especialmente de fútbol americano y atletismo.
También sería sede de diferentes eventos masivos de perfil sociopolítico, destacando las tomas de posesión de los presidentes Plutarco Elías Calles, Emilio Portes Gil, Pascual Ortiz Rubio y Lázaro Cárdenas del Río.
Su momento cumbre en el ámbito deportivo ocurrió entre el 12 de octubre y el 2 de noviembre de 1926 cuando albergó como sede principal de los I Juegos Centroamericanos y del Caribe, el primer evento multideportivo regional del mundo y el primero de cualquier tipo que albergaba México. Fue sede de las ceremonias de apertura y clausura, así como de las pruebas de atletismo.
Sin embargo fue decayendo con el paso de los años con actividades alejadas completamente de objetivo inicial de Vasconcelos, hasta que fue demolido en 1949 y sustituido en 1952 con el complejo habitacional Juárez, mismo que fue demolido por los daños sufridos a raíz de los terremotos de 1985. Actualmente ahí se encuentra el jardín público Ramón López Velarde y un centro comercial.